# 키슬로보츠크
키슬로보츠크(러시아어: Кислово́дск, 체르케스어: Нартсанэ)는 러시아 스타브로폴 지방의 도시이다. 인구는 약 13만6,100명(2004년)이다.
이 일대에는 광천이 많고 키슬로보츠크("광물 성분이 있는 물"의 뜻)라고 하는 이름은 거기에서 유래된 것이다. 온천을 이용할 수 있는 휴양지가 있어서 좋은 휴양지로 알려져 있지만, 1994년부터 1996년에 걸친 제1차 체첸 전쟁 이후, 관광객의 수가 줄었다.
알렉산드르 솔제니친이 태어난 곳이다.